# Autoroute A319
Die Autoroute A 319 ist eine geplante französische Autobahn, die die Städte Langres an der Autobahn A 31 und Vesoul miteinander verbinden soll. Die Fertigstellung ist für das Jahr 2030 vorgesehen. Nach der Fertigstellung soll die Autobahn 75 km lang sein.